# Acossus viktor
Acossus viktor (лат.) — вид мелких бабочек рода Acossus семейства Древоточцы (Cossidae). Вид впервые описан в 2004 году российским энтомологом Романом Викторовичем Яковлевым. В литературе используется также название-синоним Lamellocossus viktor.

## Распространение, описание
Эндемик России, описанный из долины реки Тес-Хем (Убсунурская котловина). Распространён в засушливых районах юга Республики Тува, в окрестностях озера Тере-Холь и реки Тес-Хем в Котловине Больших Озёр. Скорее всего, может также встречаться в Монголии. Типовой материал — голотип в Зоологическом институте РАН.
Унивольтинный вид. Белая бабочка с чёрным рисунком крыльев.